# Miloš Ostojić (calciatore 1991)
Miloš Ostojić (in serbo Милош Остојић?; Titova Mitrovica, 3 agosto 1991) è un calciatore serbo, difensore dello Sloven Ruma.

## Caratteristiche tecniche
Gioca come difensore centrale.

## Carriera

### Club
Cresciuto nel Partizan, come molti talenti del club prima di entrare in squadra ha giocato alcune stagioni in prestito alla squadra satellite, il Teleoptik, dal 2009 al 2012.
Nel 2012 firma il suo primo contratto da professionista con il Partizan e debutta nella sfida contro il Javor Ivanjica del 14 aprile.